# Loyettes
Loyettes település Franciaországban, Ain megyében. Lakosainak száma 3468 fő (2022. január 1.). Loyettes Saint-Jean-de-Niost, Saint-Maurice-de-Gourdans, Saint-Vulbas, Anthon, Chavanoz, Saint-Romain-de-Jalionas és Vernas községekkel határos.

## Népesség
A település népességének változása:
| Lakosok száma | 1001 | 1713 | 2256 | 2418 | 3115 | 3145 | 3146 | 3225 | 3296 | 3468 |
|               | 1968 | 1982 | 1990 | 2006 | 2013 | 2015 | 2017 | 2019 | 2020 | 2022 |